# Flugplatz Spitzerberg

i7
i11
i13
Der Flugplatz Spitzerberg (auch Airfield Spitzerberg, ICAO-Code: LOAS) liegt am östlichen Rand von Niederösterreich an der Grenze zur Slowakei und ist eines der ältesten Flugsportzentren Österreichs.
Er hat seinen Namen vom neben dem Flugfeld gelegenen Spitzerberg, einer 302 m hohen Erhebung, die als Teil der Hundsheimer Berge zu den Ausläufern der kleinen Karpaten gehört.

## Piloteninformationen

Logo

Lage: ca. 5,5 km SSO der Donaubrücke  Bad Deutsch-Altenburg (Niederösterreich/Österreich)
Funkfrequenz: 122,080 (122,380)

## Die Anfänge des Flugsports
Bis 1929 war der Spitzerberg nichts weiter als eine landschaftliche Bodenerhebung ohne besondere Bedeutung. Seit dieser Zeit aber gewann der Berg und in weiterer Folge der Hundsheimer Kogel an sportlichem Interesse. Dieses galt einer damals recht ausgefallenen Sportart, nämlich dem motorlosen Flug.
Die erste Gruppe, die das Spitzerberg-Gelände in Benützung nahm, war die Sportfliegervereinigung im Österreichischen Aero-Club. Im Frühjahr 1929 wurden von den Hängen des Spitzerbergs und des „Nachbarberges“, dem Hundsheimer Kogel, die ersten Gleitflüge durchgeführt. An diese Zeit erinnert am Hundsheimer Kogel bis heute eine Gedenktafel, die symbolisch von einem steinernen Adler bewacht wird.

## Entwicklung zum Flug- und Ausbildungszentrum
Bereits im Jahr 1931 fand auf den Hängen des Hundsheimer Kogels der erste Dauerflug mit 2 Stunden und 23 Minuten (Startüberhöhung 250–300 m) in einem verkleideten „Zögling“ statt. Dies war der Beginn eines regen Segelflugbetriebes in den 30er Jahren, der unzählige Vereine anlockte. Begünstigt durch die optimalen Gegebenheiten fielen in diese Zeit auch viele nationale und internationale Rekorde die vom Spitzerberg aus vollbracht wurden (z. B. 1937: österreichischer Streckenrekord 157 km, Dauerflugrekord Einsitzer 27 h 50 min, 1938: Dauerflugrekord Doppelsitzer: 40 h 38 min).

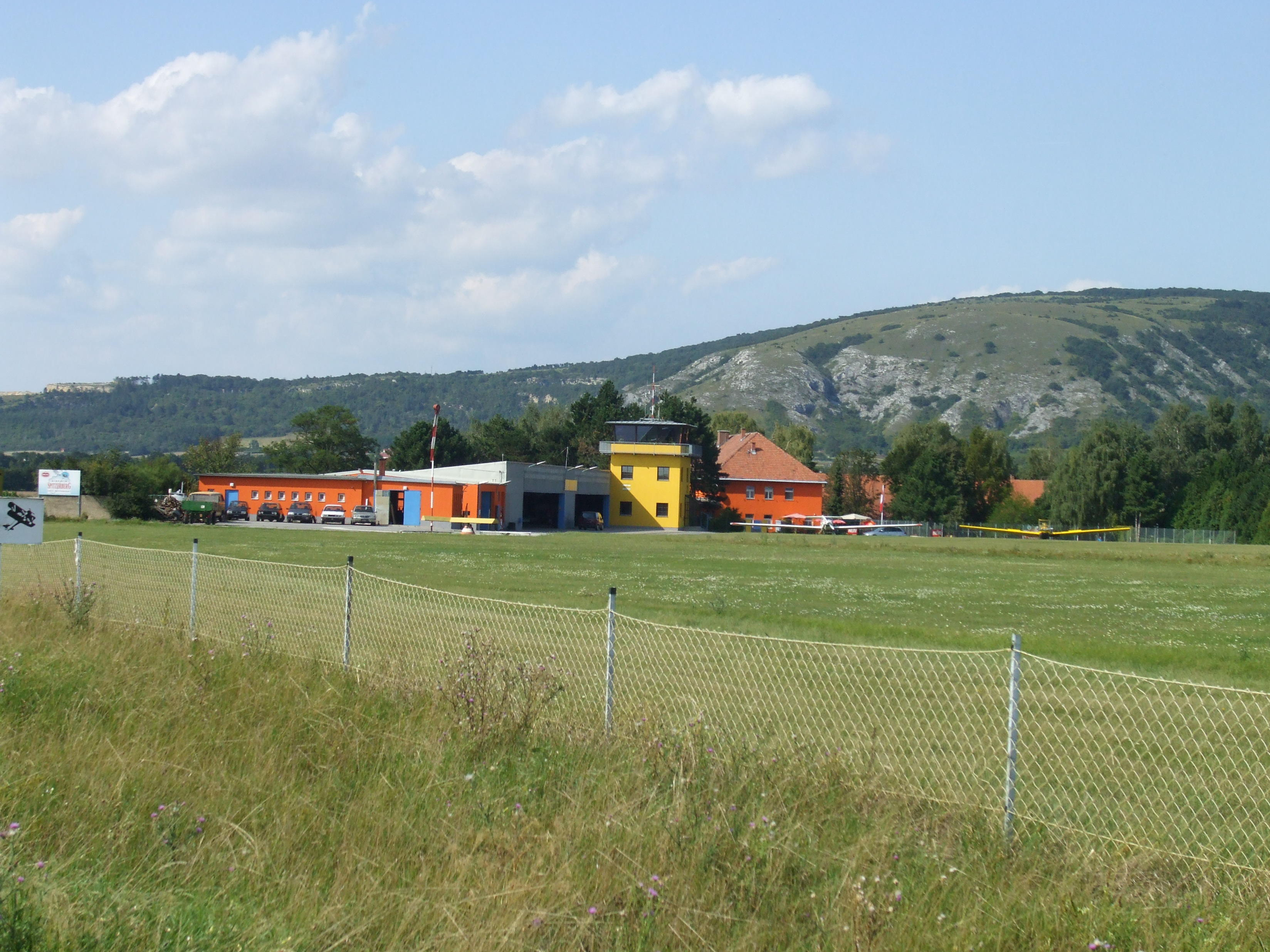
Bodenansicht von der L167

Im Jahr 1936 wird das Segelfliegerheim Spitzerberg samt geräumigem Hangar errichtet und eingeweiht, das bis Ende 1939 in Betrieb ist. Danach wird nach eingehender Planung (Entwurf Architekt Christl) der Ausbau des Fluggeländes zu einer Flugschule in Angriff genommen. Schließlich wird am 19. Oktober 1940 die Reichssegelflugschule Spitzerberg eröffnet und ihrer Bestimmung übergeben. Der Gebäudekomplex und das Fluggelände bilden noch den Kern der heutigen Flugsporteinrichtung.

## Die Nachkriegszeit
Die Baulichkeiten werden durch Kriegs- und Nachkriegsereignisse stark beschädigt. Das Hauptgebäude war als Ruine notdürftig bewohnbar, die Seitentrakte galten als abbruchreif. Zur Rettung vor dem Verfall fand 1946 nach langwierigen Verhandlungen die Übergabe der restlichen Spitzerberg-Gebäude an das Bundesministerium für Unterricht statt.
1950 wird der „Österreichische Aero-Club“ gegründet und 1951 der Landesverband NÖ.
Ende 1953 beginnen die Restaurierungsarbeiten und der Ausbau der Schule. Nach Abschluss des Staatsvertrages erfolgt am 2. Oktober 1955 die feierliche Eröffnung der „Bundessportschule Spitzerberg“.
Mit der Vollinbetriebnahme der Schule setzte fast schlagartig ein Zustrom vor allem von Wiener Segelfliegergruppen ein, die während der russischen Besatzungszeit am Boden bleiben mussten.
Seit 1958 erfolgt die Ausbildung von neuen Segelflugzeugführern in 3-wöchigen Intensivkursen. Diese Ausbildungsart hat sich bis heute bewährt und wird ausschließlich am Spitzerberg angeboten.
Im Jahr 2016 übernahm die im Besitz von Dietrich Mateschitz gehörende Flugplatz Völtendorf Betriebs GmbH das Flugfeld vom Österreichischen Aeroclub und garantierte dabei für 20 Jahre den Bestand.
Seit 2019 gehört das Flugfeld der Völtendorf und Spitzerberg GmbH.

## Die fliegerische Ausbildung heute
Die ansässige Flugschule wird derzeit von einem Verein durchgeführt. Dieser Verein ist das Flugsportzentrum Spitzerberg (FSZ). 
Im Zuge der Renovierungsarbeiten 2023 wurde auch eine Zufahrtsstraße, bekannt als Kronprinz Rudolf Allee, neu angelegt. Aus Kostengründen jedoch nur geschottert und nicht asphaltiert.

Das heutige Flugsportzentrum Spitzerberg
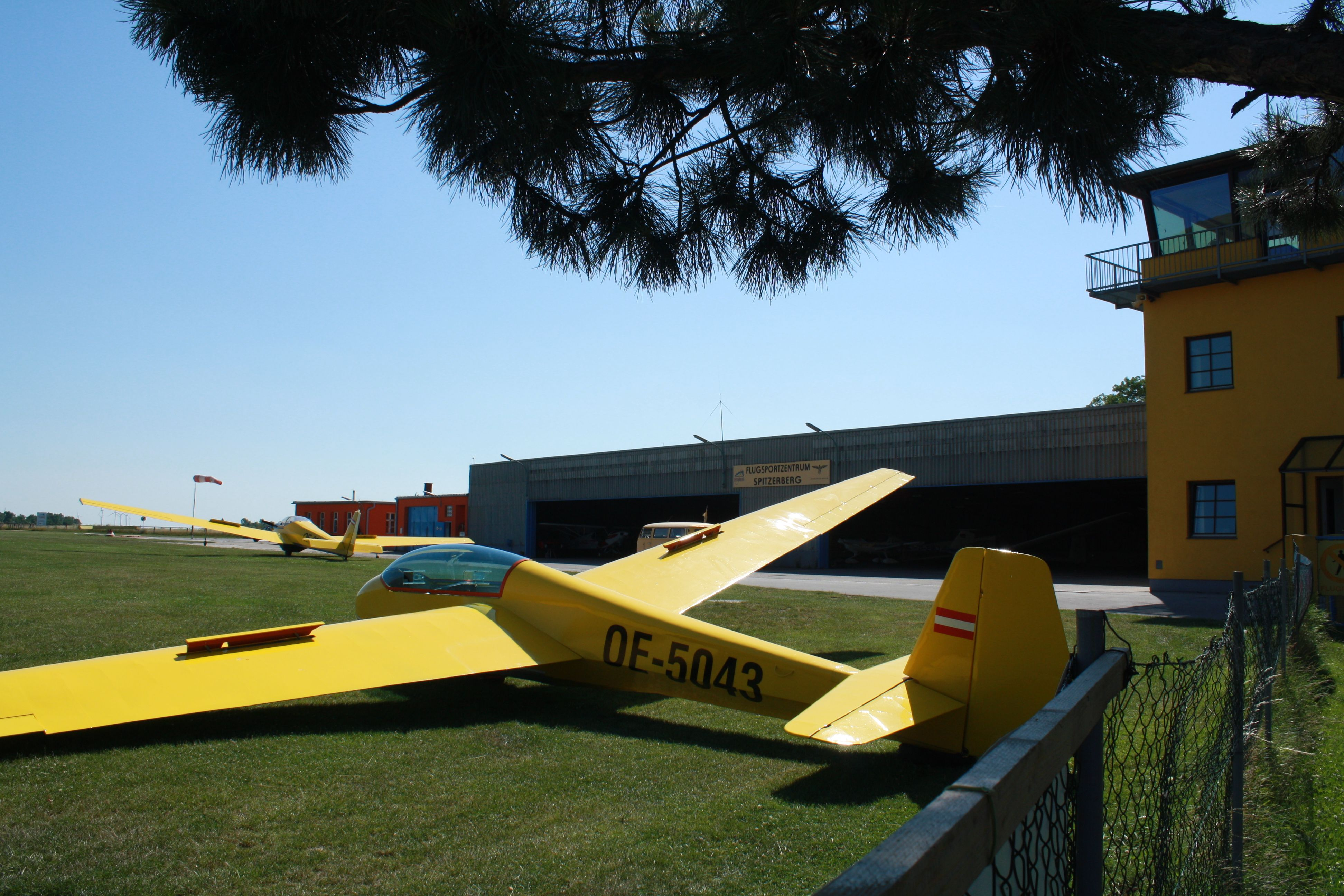
Segelflugzeuge und Hangars auf dem Flugplatz Spitzerberg
Die Flugzeugflotte mit dem Flugfeld und dem Spitzerberg im Hintergrund
Das Flugfeld Spitzerberg mit markierten Pisten
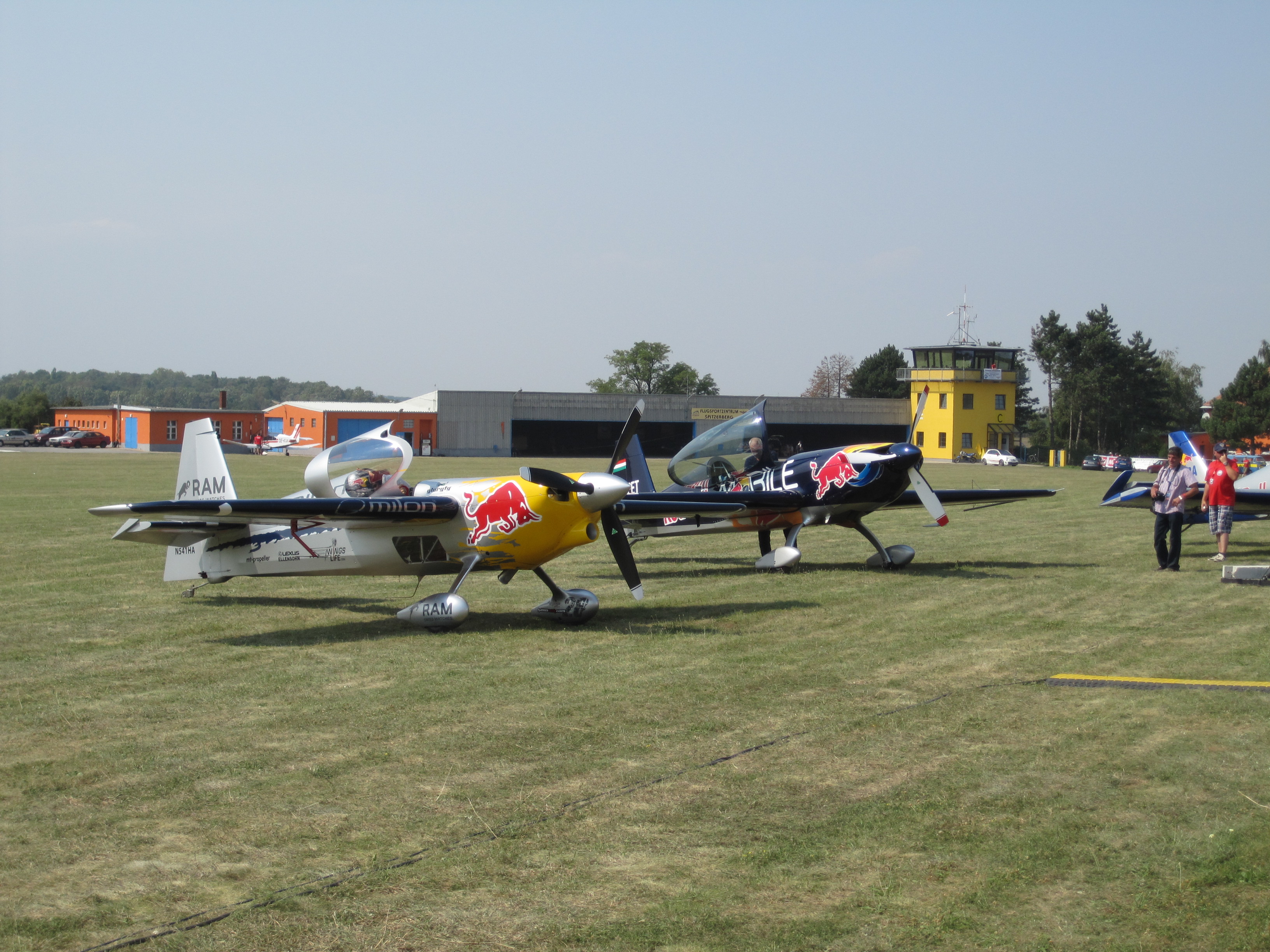
Spitzerberg am Flugtag
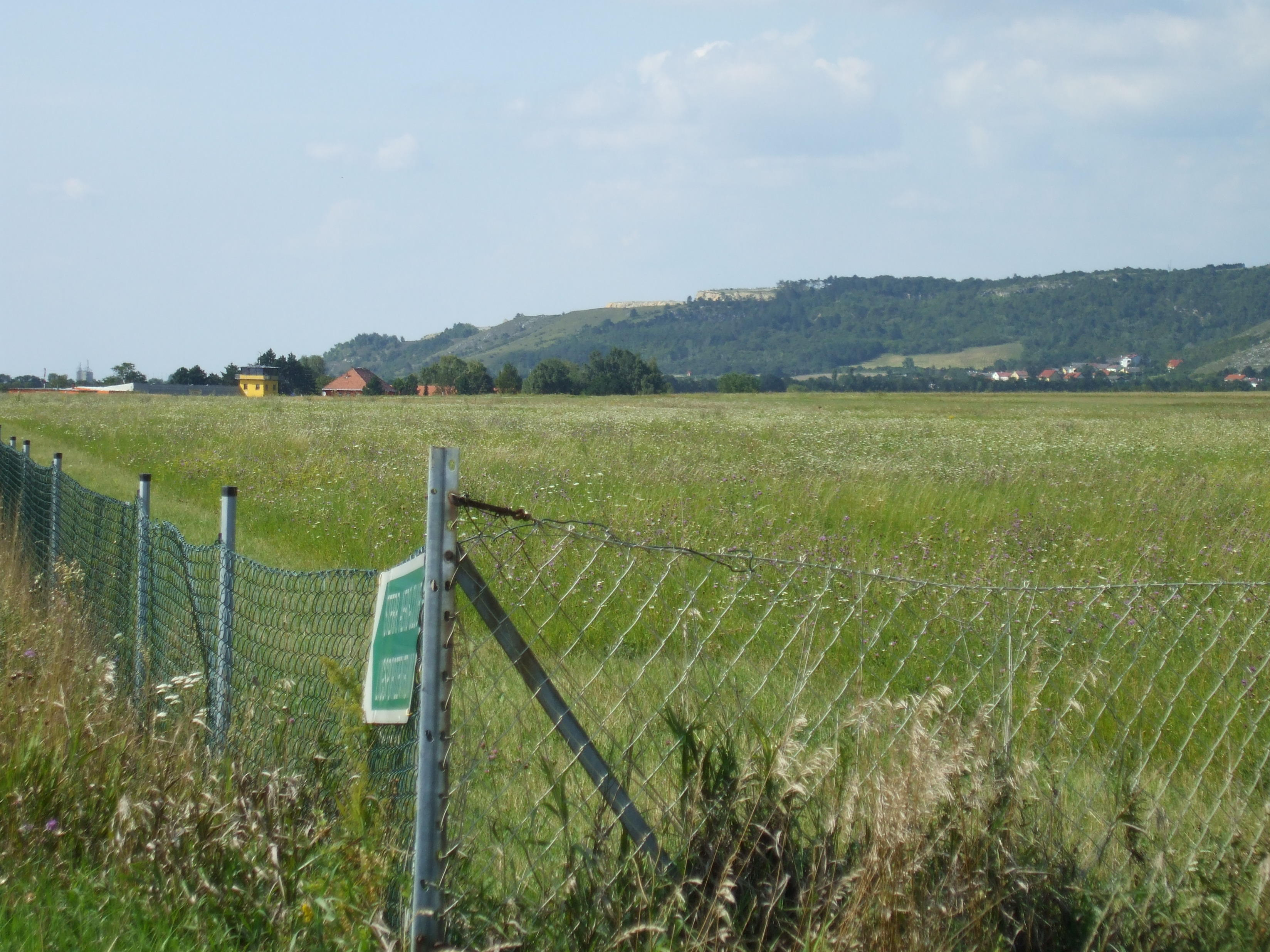
Flugfeld
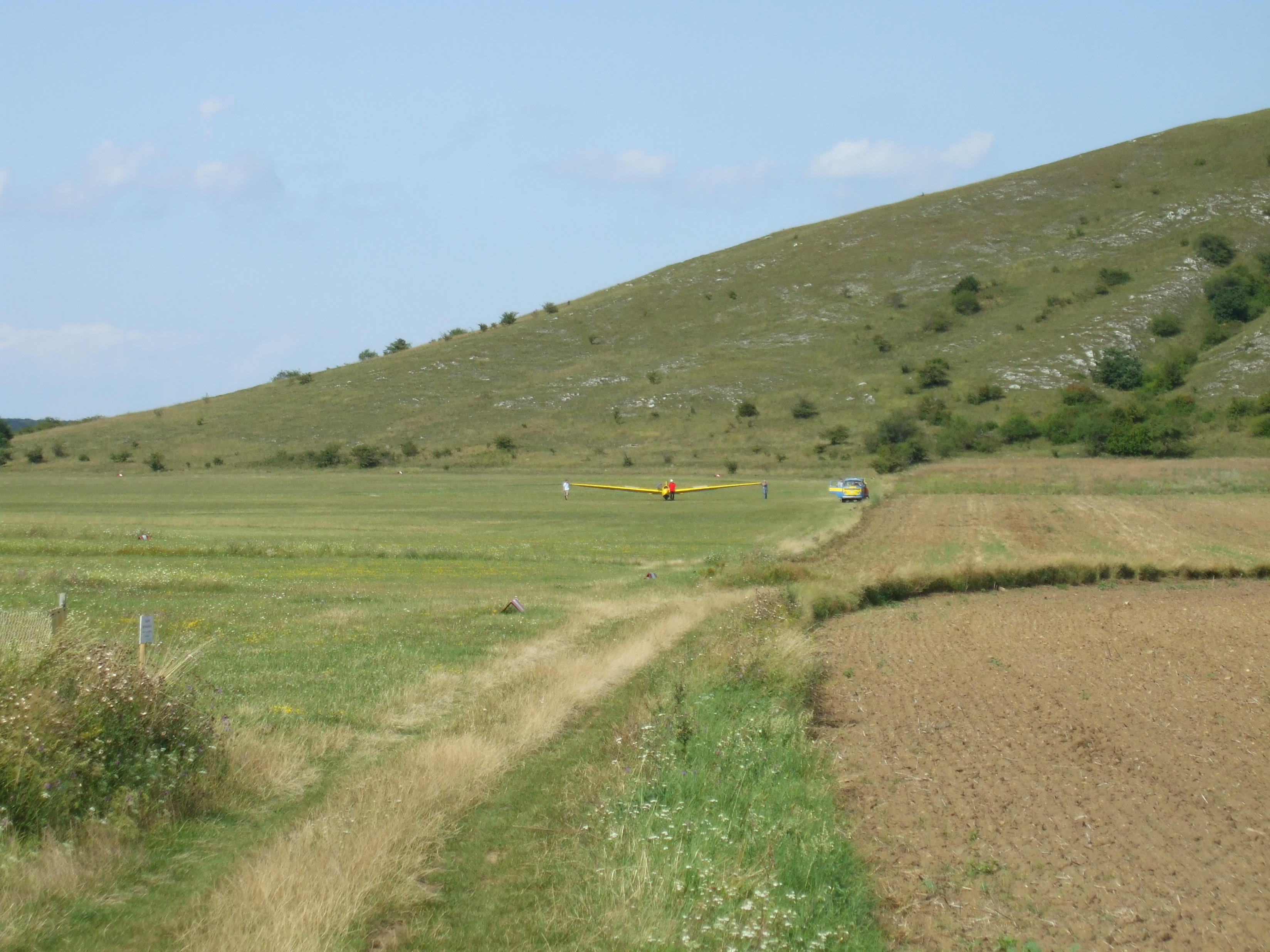
Flugplatz